# George Alan Thomas
Pour le joueur de football, voir Georges Thomas.
Pour les articles homonymes, voir Thomas.
Sir George Alan Thomas (né à le 14 juin 1881 à Therapia en Turquie, mort le 23 juillet 1972) est un joueur d'échecs britannique, ainsi qu'un joueur de badminton et de tennis. Il a été champion britannique du jeu d'échecs à deux reprises, et sept fois champion anglais de badminton. Il a aussi joué la demi-finale du double messieurs au tournoi de tennis de Wimbledon en 1911.
Thomas ne s'étant jamais marié, son titre nobiliaire de baron s'est éteint avec lui.
Il était réputé pour son fair-play.

## Carrière aux échecs
George Thomas a vécu la plus grande partie de sa vie à Londres et Godalming. Il a remporté le titre de champion de Grande-Bretagne en 1923 et 1924. Il partagea la première place du tournoi de Hastings 1934-1935 avec le futur champion du monde Max Euwe et avec Salo Flohr, devant l'ancien champion du monde José Raúl Capablanca et le futur champion du monde Mikhail Botvinnik, qu'il battit sur l'échiquier.
Si on tient compte de l'ensemble des parties de sa carrière, Thomas a des scores négatifs contre les champions Lasker (-1), Capablanca (+1 -5 =3), Alekhine (-7 =6), Bogoljubov (-5 =3), Euwe (+1 -9 =2), Flohr (+2 -9 =4) et Tartakover (+3 -9 =10). Il a aussi des mauvais résultats contre Edgard Colle (+1 -9 =8). 
Il a par contre des scores équilibrés contre Botvinnik (+1 -1), Réti (+3 -3 =1) et Tarrasch (+1 -1 =3). Contre Maróczy, il a un score positif (+3 -1 =5).
Dans son pays, Thomas a gardé un score positif contre son grand rival, Frederick Yates (+13 -11 =13), mais eut moins de succès contre la championne du monde Vera Menchik (+7 -8 =7).
En 1950, George Thomas s'est vu octroyer le titre de maître international par la Fédération internationale des échecs, et est devenu arbitre international en 1952. Il n'a abandonné les échecs en compétition qu'à l'âge de 69 ans.

## Au badminton

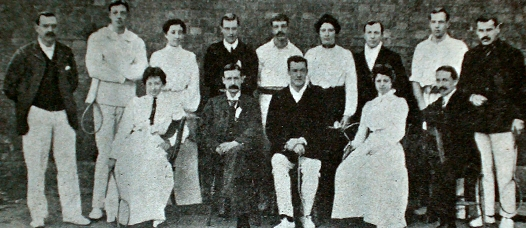
George Thomas (cinquième debout) lors du premier match international de badminton disputé en 1903.

Comme joueur de badminton, il est le compétiteur qui remporte le plus de titres au All England Championships, avec 21 titres entre 1906 et 1928. Quatre d'entre eux sont obtenus en simple messieurs, neuf en double, et huit en double mixte.
Il a été accueilli comme membre inaugural au Hall of Fame mondial du badminton.
Il est le créateur de la Thomas Cup qui porte son nom. Il s'agit du Championnat du monde de badminton par équipes masculines.
Il fut le 1er président de la Fédération internationale de badminton, entre 1934, date de création de la fédération, et 1955.